# 劉琨耀
劉琨耀，字仲瑤，號蕉坡，山西洪洞縣人。清朝政治人物。

## 生平
道光十八年（1838年）戊戌科進士。選翰林院庶吉士，散館改刑部主事。官至河南道監察御史。